# Zlatokrt kapský
Zlatokrt kapský (Chrysochloris asiatica) je malý a slepý hmyzožravý savec z čeledi zlatokrtovití. Jedná se o endemit; vyskytuje se pouze v jihozápadní části Jihoafrické republiky poblíž mysu Dobré naděje. Navzdory svému jménu není nijak příbuzný s krtky.

## Popis
Zástupci tohoto druhu dosahují velikosti 100–120 mm a váží až 50 g. Vyskytuje se u nich pohlavní dimorfismus, a samci jsou větší než samice. Barva srsti je načernalá až šedá, nebo tmavě hnědá až bledě plavá, vždy s výrazným bronzovým, zeleným či fialovým leskem. Oči mají srostlé, proto rozeznávají jen světlé a tmavé prostředí.
Na rozdíl od většiny savců mají kloaku, společné ústí pro močovou i rozmnožovací soustavu.
Jejich těla mají válcovitý tvar, umožňující hloubení úzkých tunelů a pobyt v nich. Mají svalnatou hlavu a ramena, kterými si pomáhají hrabat. Přední končetiny jsou vybaveny silnými drápy, z nichž je nejsilnější třetí.

## Způsob života
Zlatokrti kapští žijí v podzemních norách. Jejich schopnost slyšet vibrace o frekvenci až 500 hertzů jim pomáhá při úniku před predátory i během lovu potravy. Jejich nory nejsou hluboké, ale bývají přibližně 200 m dlouhé, a zlatokrti jsou schopni vyhloubit až 20 metrů podzemních chodeb denně. Aktivní jsou během rána a v noci, tedy v chladnějších částech dne. V přírodě na jednom hektaru půdy žijí průměrně pouze 4 jedinci; tato relativně nízká hustota výskytu je způsobena jejich osamělým stylem života.
Zlatokrti se poměrně dobře přizpůsobují jiným stanovištím, jako jsou rozvinuté předměstí, kde se nacházejí na zahradách. Zde jsou však ohrožováni domácími zvířaty jako jsou kočky nebo psi.